# 竹圍福海宮
竹圍福海宮，位於中華民國（臺灣）桃園市大園區竹圍里的廟宇，地方習稱竹圍（仔）王公廟，為大園區重要的信仰中心之一，與大園仁壽宮並列為「大園雙廟」。目前已於2024年4月16日暫遷至蘆竹區海湖福安府臨時紅壇，未來將遷往大園埔心「前空軍桃園基地設施群」，持續成為航空城守護神，並護佑在地的信眾。
臨時紅壇所在的海湖福安府，主祀從竹圍福海宮迎回的輔信王公分靈，地址：桃園市蘆竹區濱海路一段445號。

## 祀神

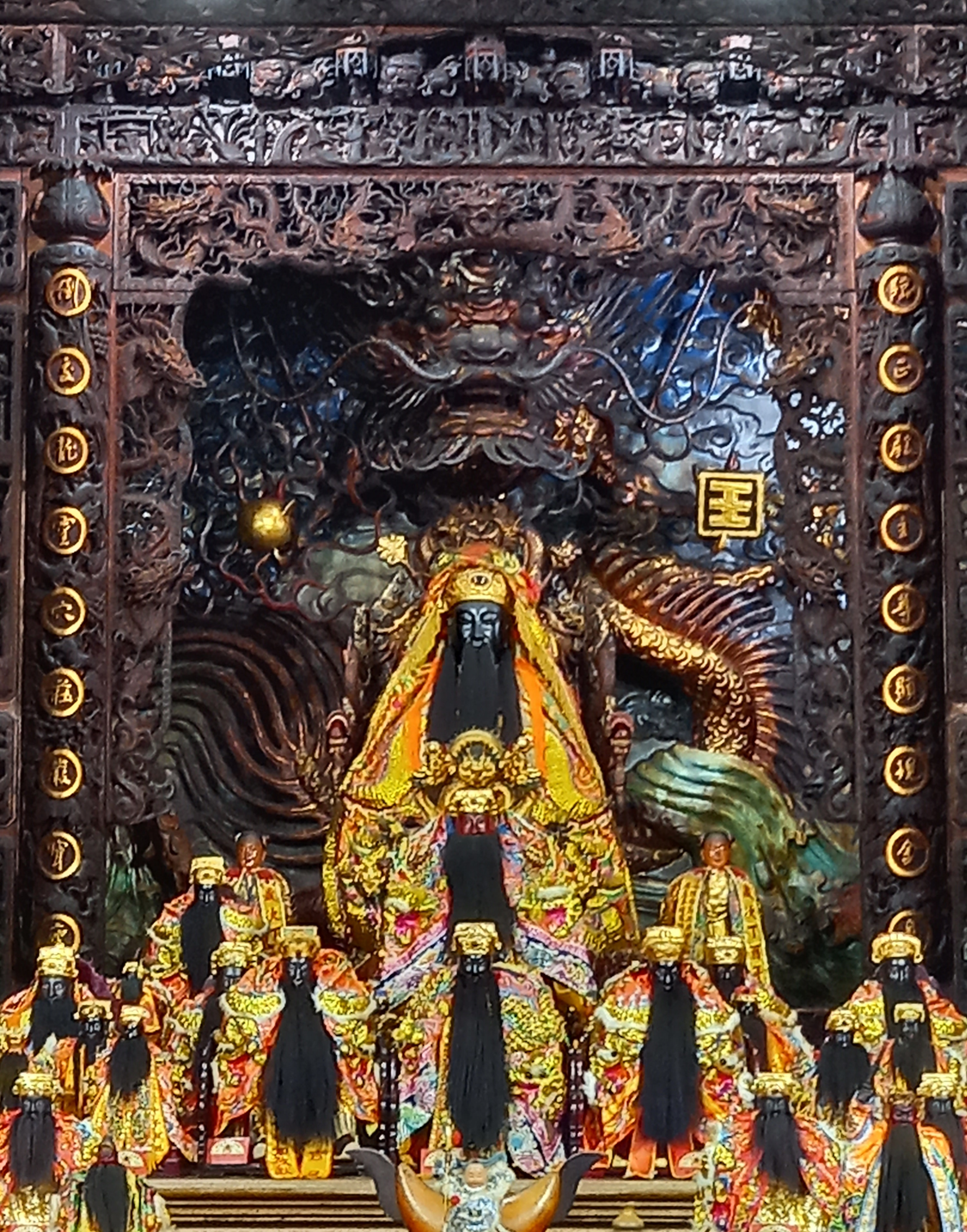
輔信王公

主祀「輔信王公」李伯瑤（又曰伯苗）字昆宗，號輔信，唐朝開國名將衛國公李靖之孫，京兆三原人（今陝西三原東北）。一樓輔信王公寶殿祀輔信王公、觀音佛祖、福德正神二樓聖母殿祀天上聖母、楊府元帥、開漳聖王；三樓天公殿祀玉皇大帝、北斗星君、南斗星君左邊殿祀斗姥元君。其中大王公為大陸來台之金身，專為信徒處理各種疑難雜症；二王公專長為醫學病理；三王公專長為捉妖驅邪；四王公專長為風水堪輿；由於相當靈驗且深得民心，成為了竹圍當地的信仰中心。一樓主殿前也有奉祀中壇元帥。

## 沿革
先民陳佑於1853年（清咸豐三年，歲次癸酉）六月，獨自駕舟強渡臺灣海峽，前往福建省漳州府漳浦縣墩上社輔信王公祖廟，欲迎回金身。雖然請示王公慨允所請，但當地士紳卻不准陳佑分靈，且恐金身失蹤，日夜加派人手護守。不久陳佑糧盡囊空，只得駕舟返台，未料舟行海中，突遇狂風巨浪猛襲，舟身傾覆而被漂回墩上社港口。陳佑奔往祖廟，見守護信眾皆酣睡，再度請示，王公欣允所求，乃從容請回金身駕舟返台。由雞籠登陸，安座於竹圍陳佑家宅，供眾信焚香拜謁。1854年（咸豐四年，歲次甲寅）於現址建廟。
1896年（日明治二十九年），受日治初期戰火波及，部份廟殿被燒毀，翌年修復。1909年（日明治四十二年）增建前殿，所需中樑一時在台灣各地難尋。數日後，居民發現海中漂流大小杉木，隨浪漂至竹圍海濱，撿獲數大株，其尺寸應用在中樑和大小樑剛好，宛如訂貨。翌年花月竣工，並舉行前殿落成。
1925年（日大正十四年）至1970年（民國五十九年）期間，歷經四次增修建，始有今日之規模。
1990年（民國七十九年）十二月十日凌晨四時，中殿電線不慎走火，引燃橫樑古木，搶救不及致全殿盡成灰燼，廟裡多尊神像幾乎無一倖免，所幸王公金身安然無恙，僅衣服及鬍鬚燒焦。於1991年（民國八十年）農曆三月初八日，輔信王公誕辰節慶日展開重建，1995年（民國八十四年）農曆十一月十二日落成。
重建後的福海宮廟宇建築是華南式，華麗莊嚴，木雕、石雕與彩繪都是一時之選的工藝精華，無論龍柱、花鳥或表彰忠孝節義的圖案，細緻如生。
2022年6月，配合桃園航空城計畫，遷至蘆竹海湖福安府臨時紅壇，未來將遷往大園埔心。

## 外部連結
- 神明出巡照片 （页面存档备份，存于）
- 竹圍福海宮輔信王公廟Facebook粉絲專頁
- 臺灣節慶 竹圍福海宮過火
- 文化部文化資產局 竹圍福海宮飛輦轎、過金火